# Teracotona frater
Teracotona frater är en fjärilsart som beskrevs av Rothschild. Teracotona frater ingår i släktet Teracotona och familjen björnspinnare. Inga underarter finns listade i Catalogue of Life.